# 1849년 프랑스 총선
1849년 프랑스 총선은 1849년 10월 1일 프랑스에서 치러진 총선으로, 1848년 프랑스 대통령 선거 직후임에도 불구하고 부르주아 중심의 보수야당인 질서당이 과반을 차지하였다

## 선거 결과
정당별 의석수
| 정당   | 의석수 |
| ------ | ------ |
| 질서당 | 450    |
| 산악파 | 180    |
| 공화파 | 75     |
| 합계   | 705    |

정당 득표율
| 정당   | 득표수    | 득표율 |
| ------ | --------- | ------ |
| 질서당 | 3,310,000 | 50.2%  |
| 산악파 | 1,955,000 | 29.6%  |
| 공화파 | 834,000   | 12.6%  |
| 기타   | 495,000   | 7.5%   |